# Nukleoplazma
Nukleoplazma ili karioplazma je visoko viskozna tekućina unutar stanične jezgre. Vrsta je protoplazme. U ovoj tekućini pliva stanična jezgrica i kromosomi. Nukleoplazmu ovija jezgrina ovojnica. U nukleoplazmi nalaze se otopljene mnoge tvari poput nukleotida koji su neophodni za procese poput replikacije DNK i tvari poput enzima čija se aktivnost izravno vidi u jezgrici. Topljivi tekući dio nukleoplazme nazivamo nukleosol ili jezgrina hijaloplazma.